# Festivali i Këngës 54
Festivali i Këngës 54 (formellt Festivali i 54-të i Këngës në Radio Televizioni Shqiptar) var den 54:e årliga upplagan av den albanska musiktävlingen Festivali i Këngës. Vinnare av tävlingen blev Eneda Tarifa med låten "Përrallë" med text och musik av Olsa Toqi. Tävlingen hölls mellan 25 och 27 december 2015 i Pallati i Kongreseve (Kongresspalatset) i Albaniens huvudstad Tirana. Programledare var Pandi Laço och Blerta Tafani. Ursprungligen skulle även den kosovoalbanska skådespelerskan Gresa Pallaska varit programledare, men hon hoppade av uppdraget dagar innan tävlingens början. Tävlingen bestod av två semifinaler den 25 och 26 december samt en final som hölls den 27 december. Tävlingen användes, likt samtliga år sedan 2003, som Albaniens nationella uttagning till Eurovision Song Contest våren efter festivalen. Totalt deltog 30 artister i årets upplaga av tävlingen.

## Upplägg
I augusti 2015 släppte RTSH ett klipp på sin officiella Youtube-kanal där man inledde sökandet efter deltagare till 2015 års upplaga av tävlingen. Bidrag togs emot mellan 12 och 13 oktober vid Radio Tirana i huvudstaden. Därefter utsåg en jury vilka bidrag som fick delta i tävlingen i december. För första gången valde RTSH att släppa studioversionerna av bidragen i sin helhet på sin webbplats i början på december 2015.

### Personal
I augusti meddelade RTSH att Shpëtim Saraçi skulle ersättas som konstnärlig ledare för tävlingen. Han hade innehaft rollen sedan Festivali i Këngës 50. Man meddelade samtidigt att den nye ledaren blev sångaren Elton Deda. Deda har tidigare deltagit i tävlingen vid ett antal tillfällen, dels med gruppen Tingulli i Zjarrtë på 1990-talet och dels som soloartist. 2011 slutade han på andra plats i Festivali i Këngës 50 med låten "Kristal". För närvarande är han även domare vid The Voice of Albania.
I oktober meddelade Elton Deda att man tillsatt tävlingens regissör och manusförfattare och presenterade samtidigt bröderna Pandi Laço och Bledi Laço i dessa roller.
Under tävlingen ackompanjerade RTSH:s symfoniorkester deltagarna. Man hade även fem bakgrundssångare bestående av Marina Kurti, Greta Radovani, Armando Likaj, Bledi Polena och Enkelejda Kamani.
Semifinalerna och finalen skulle ledas av en trio bestående av musikern och regissören Pandi Laço, den kosovoalbanska skådespelerskan Gresa Pallaska och RTSH-journalisten Blerta Tafani. Dagar innan festivalen hoppade Pallaska av uppdraget men ingen ersättare kallades in utan Laço och Tafani blev programledare för festivalen.

### Förändringar
För första gången någonsin meddelade tävlingens ledning att man skulle släppa de tävlande bidragen för allmänheten cirka en månad innan tävlingen. Tidigare år hade allmänheten fått höra bidragen först när de framfördes live vid tävlingen. Bidragen premiärsändes på Radio Tirana i programmet Gjithçka shqip (svenska: allt albanskt) med Andri Xhahu den 4 december 2015 och släpptes därefter på tävlingens officiella webbplats och på Youtube.
RTSH spelade även in 40-sekundersklipp med varje artist och en del av de tävlande bidragen som introduktion till de tävlande artisterna. Dessa klipp användes senare i tävlingen för att introducera artisterna innan de framförde sina bidrag.
Man meddelade inför den andra semifinalen att man skulle komma att använda sig av ett nytt jurysystem detta år, där de 22 låtar som juryn valde gick till finalen, oavsett vilken semifinal låtarna framfördes i. Detta innebar att det kunde gå vidare fler bidrag från en semifinal och färre från en annan om juryn önskade. Dock blev inte detta fallet, utan 11 bidrag från varje semifinal gick vidare.

### Jury
Juryn i detta års festival bestod likt tidigare av sju personer. Könsfördelningen var två kvinnor och fem män och till yrke bestod juryn av fem sångare, en poet och en artist. Medelåldern på jurymedlemmarna var 45 år, där sångerskan Olta Boka (24) var yngst och sångaren Françesk Radi (65) var äldst. De sju jurymedlemmarna var:
1. Pirro Çako (51 år), albansk sångare och kompositör som bland annat vunnit Kënga Magjike och skrivit två vinnarbidrag i festivalen.
2. Helidon Haliti (47 år), albansk artist och konstnär som tilldelats flera utmärkelser för sin konst.
3. Ilirjan Zhupa (58 år), albansk poet som skrivit flera festivalbidrag (bland annat "Fati ynë shpresë dhe marrëzi", andra plats 1997).
4. Françesk Radi (65 år), albansk sångare som deltagit i festivalen ett flertal gånger och slutade tvåa i Festivali i Këngës 37 1998.
5. Olta Boka (24 år), albansk sångerska som vann Festivali i Këngës 46 och representerade Albanien i Eurovision 2008.
6. Jehona Sopi (35 år), kosovoalbansk sångerska som bland annat deltagit i Kënga Magjike.
7. Alban Nimani (38 år), kosovoalbansk sångare som bildade den framgångsrika gruppen Asgjë Sikur Dielli 1996 och lämnade densamma 2010.

## Deltagare
Inga deltagare bekräftades officiellt förrän den professionella juryn hade valt ut vilka som får delta efter att de sista bidragen lämnats in den 13 oktober. Däremot hade både Kelly och Bojken Lako, som båda deltog i fjolårets upplaga, meddelat att de skulle skicka in bidrag. Ingen av de två var sedermera med på den slutgiltiga deltagarlistan som bestod av 30 bidrag. Totalt inkom drygt 50 tävlingsbidrag till RTSH för detta års festival.
Besa Krasniqi, som ursprungligen även skulle ha deltagit i 2014 års Festivali i Këngës 53, blev första svenska deltagare i tävlingen.
I slutet på november meddelades det att Edea Demaliaj dragit tillbaka sitt bidrag "Era". Hon ersattes av Orgesa Zaimi med bidraget "Një shishë në oqean".
| Artist                           | Låt                           | Text / Musik                         |
| -------------------------------- | ----------------------------- | ------------------------------------ |
| Adrian Lulgjuraj                 | "Jeto dhe ëndërro"            | Adrian Lulgjuraj                     |
| Andi Tanko                       | "Dielli vazhdon të më ngrohë" | Edmond Mançaku                       |
| Aslajdon Zaimaj                  | "Merrmë që sot"               | Big Basta / Briz Musaraj             |
| Besa Krasniqi                    | "Liroje zemrën"               | Besa Krasniqi                        |
| Dilan Reka                       | "Buzëqesh"                    | Ergisa Cenuka / Endri Sina           |
| Egert Pano                       | "Mos ik"                      | Enrieta Sina / Egert Pano            |
| Egzon Pireci                     | "Triumf"                      | Egzon Pireci / Faton Dolaku          |
| Eneda Tarifa                     | "Përrallë"                    | Olsa Toqi                            |
| Enxhi Nasufi                     | "Infinit"                     | Florian Zyka / Klodian Qafoku        |
| Erga Halilaj                     | "Monolog"                     | Erga Halilaj / Gjergj Kaçinari       |
| Evans Rama                       | "Flakë"                       | Genti Lako / Helena Halilaj          |
| Flaka Krelani                    | "S’je për mu"                 | Qëndrim Krelani (Xhimi)              |
| Florent Abrashi                  | "Të ndjek çdo hap"            | Fabian Asllani                       |
| Genc Tukiçi                      | "Sa të dashuroj"              | Genc Tukiçi                          |
| Jozefina Simoni                  | "Një det me ty"               | Sokol Marsi / Enis Mullaj            |
| Klajdi Musabelliu                | "Ndodh edhe kështu"           | Perikli Papingji / Klajdi Musabelliu |
| Klodian Kaçani och Rezarta Smaja | "Dashuri në përjetësi"        | Agim Doçi / Edmond Zhulali           |
| Kozma Dushi                      | "Një kafe"                    | Jorgo Papingji / Vladimir Kotani     |
| Kristi Popa                      | "Ajo çfarë ndjej"             | Jorgo Papingji / Kristi Popa         |
| Lind Islami                      | "Për një mrekulli"            | Big Basta / Lind Islami              |
| Luiz Ejlli                       | "Pa mbarim"                   | Agim Doçi / Marian Deda              |
| Niku och Entela Zhula            | "Muza"                        | Entela Zhula                         |
| Nilsa Hysi                       | "Asaj"                        | Nilsa Hysi / Indrit Topi             |
| Orgesa Zaimi                     | "Një shishë në oqean"         | Agron Tufa / Diana Ziu               |
| Renis Gjoka                      | "Ato që s’ti them dot"        | Renis Gjoka                          |
| Revolt Klan                      | "Dashurinë s’e gjejmë dot"    | Revolt Klan                          |
| Sigi Bastri                      | "Ëngjëll i lirë"              | Silvi Bastri / Endrit Shani          |
| Simbol                           | "Artiste"                     | Simbol / Martin Çipi                 |
| Teuta Kurti                      | "Në sytë e mi"                | Sokol Marsi                          |
| Voltan Prodani                   | "Dëgjoje këngën o Atë"        | Zhuliana Jorganxhi / Voltan Prodani  |

### Tillbakadragna bidrag
| Artist        | Låt   | Text / Musik             |
| ------------- | ----- | ------------------------ |
| Edea Demaliaj | "Era" | Pandi Laço / Adrian Hila |

### Återkommande artister
19 av detta års deltagande artister hade deltagit i tävlingen minst en gång sedan år 2003 då den blev officiell uttagning till Eurovision Song Contest. De två mest Festivali i Këngës-meriterade artisterna i detta års upplaga var Entela Zhula och Kozma Dushi som båda har deltagit 5 gånger i tävlingen sedan 2003. Därefter hade Flaka Krelani, Klajdi Musabelliu och Evans Rama deltagit fyra gånger. I startfältet fanns två tidigare vinnare av tävlingen: Adrian Lulgjuraj (vann Festivali i Këngës 51 med Bledar Sejko) och Luiz Ejlli (vann Festivali i Këngës 44). Därtill hade både Flaka Krelani och Klodian Kaçani slutat på andra plats vid varsitt tillfälle. Nedan följer en lista över de deltagare i detta års upplaga som har deltagit fler gånger efter 2003.

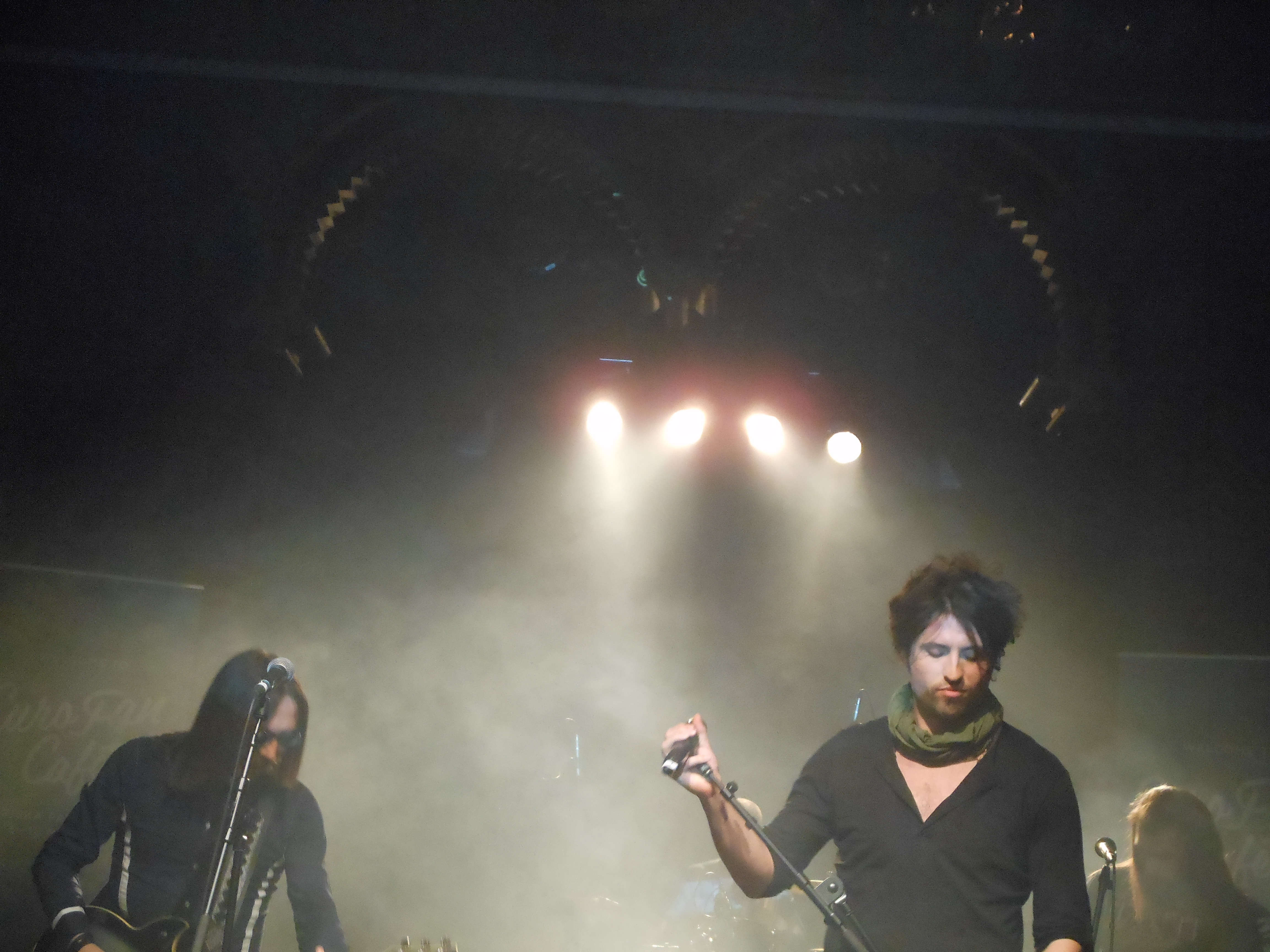
Adrian Lulgjuraj ställde upp i tävlingen för andra gången. Första gången vann han med låten "Identitet".

| Artist            | Tidigare år                  | Placering (Vid tidigare tillfällen) | Placering (2015) |
| ----------------- | ---------------------------- | ----------------------------------- | ---------------- |
| Adrian Lulgjuraj  | 2012                         | 1                                   | opl.             |
| Eneda Tarifa      | 2003, 2007                   | opl., 10                            | 1                |
| Entela Zhula      | 2005, 2010, 2011, 2012, 2013 | opl., UT, UT, UT, 14                | UT               |
| Erga Halilaj      | 2008, 2009, 2014             | 11, 12, 11                          | opl.             |
| Evans Rama        | 2006, 2007, 2010, 2011       | UT, UT, UT, UT                      | 10               |
| Flaka Krelani     | 2005, 2007, 2009, 2012       | opl., 2, 5, 6                       | 3                |
| Florent Abrashi   | 2014                         | UT                                  | opl.             |
| Jozefina Simoni   | 2014                         | 12                                  | opl.             |
| Klajdi Musabelliu | 2003, 2004, 2010, 2014       | opl., opl., UT, 16                  | UT               |
| Klodian Kaçani    | 2013                         | 2                                   | 4                |
| Kozma Dushi       | 2003, 2004, 2005, 2007, 2012 | opl., UT, opl., 16, UT              | opl.             |
| Lind Islami       | 2013                         | 4                                   | opl.             |
| Luiz Ejlli        | 2004, 2005, 2013             | 2, 1, 10                            | opl.             |
| Renis Gjoka       | 2013                         | 9                                   | 9                |
| Revolt Klan       | 2014                         | UT                                  | UT               |
| Rezarta Smaja     | 2012, 2013, 2014             | 7, 7, 7                             | 4                |
| Sigi Bastri       | 2014                         | UT                                  | opl.             |
| Teuta Kurti       | 2004, 2009                   | opl., 19                            | 8                |
| Voltan Prodani    | 2003, 2006, 2007             | opl., UT, UT                        | UT               |

## Semifinaler
Indelningen av festivalens semifinaler hölls och offentliggjordes av RTSH i oktober 2015. Vid presentationen meddelade man att 15 bidrag skulle delta i varje semifinal, där juryn skulle välja 9 bidrag från varje semifinal som skulle gå vidare till finalen 27 december. Nytt för detta års upplaga var att juryn inte offentliggjorde finalisterna förrän efter den andra semifinalen.

### Semifinal 1
Den första semifinalen hölls på juldagen, 25 december 2015, i Pallati i Kongreseve med Pandi Laço och Blerta Tafani som programledare. 11 bidrag tog sig vidare till tävlingens final. Semifinalen sändes live på TVSH. Den första semifinalen inleddes av ett gitarrsolo. Den gästades även av programledaren för Festivali i Këngës 51 och Festivali i Këngës 52, Enkel Demi. Jurymedlemmen Françesk Radi framförde även ett gitarrnummer. Kozma Dushi uppmärksammades även av programledarna för att ha deltagit i festivalen över 30 gånger i och med detta deltagande. Som mellanakt framfördes även en hyllning (framförd av de albanska rocksångarna Jetmir Banishta, Kreshnik Koshi och Eugent Bushpepa) till den år 2015 avlidne sångaren Gent Demaliaj.

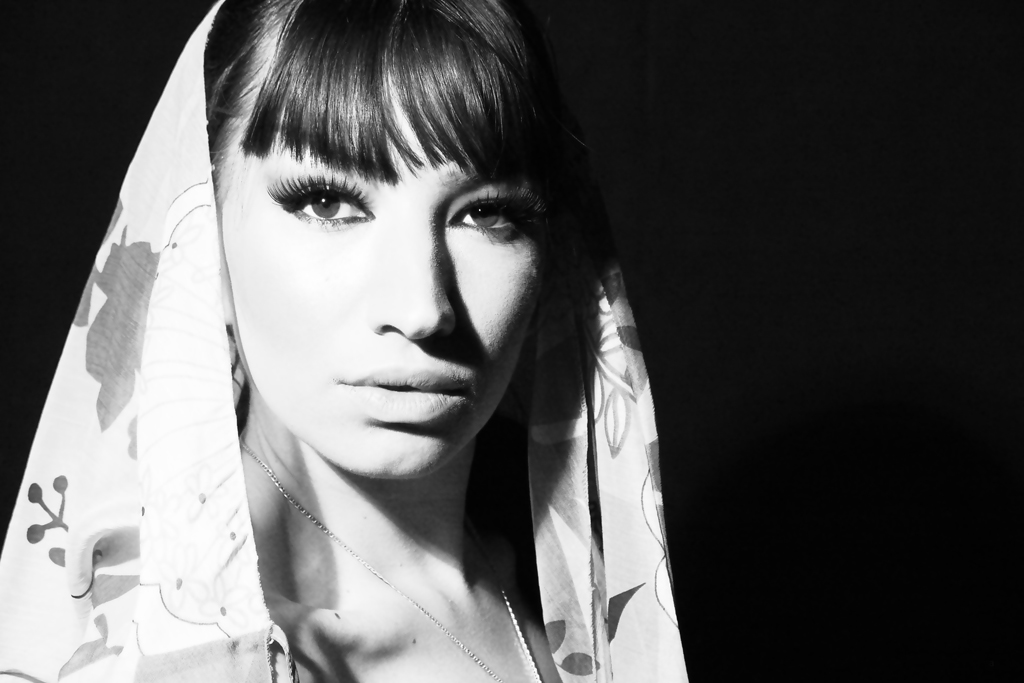
Teuta Kurti framförde sitt bidrag som nummer 12 av de 15 deltagarna i semifinal 1.

| Nr | Artist           | Låt                    | Resultat |
| -- | ---------------- | ---------------------- | -------- |
| 1  | Egzon Pireci     | "Triumf"               | Utslagen |
| 2  | Simbol           | "Artiste"              | Utslagen |
| 3  | Voltan Prodani   | "Dëgjoje këngën o Atë" | Utslagen |
| 4  | Adrian Lulgjuraj | "Jeto dhe ëndërro"     | Vidare   |
| 5  | Sigi Bastri      | "Ëngjëll i lirë"       | Vidare   |
| 6  | Dilan Reka       | "Buzëqesh"             | Vidare   |
| 7  | Luiz Ejlli       | "Pa mbarim"            | Vidare   |
| 8  | Nilsa Hysi       | "Asaj"                 | Vidare   |
| 9  | Orgesa Zaimi     | "Një shishë në oqean"  | Utslagen |
| 10 | Erga Halilaj     | "Monolog"              | Vidare   |
| 11 | Florent Abrashi  | "Të ndjek çdo hap"     | Vidare   |
| 12 | Teuta Kurti      | "Në sytë e mi"         | Vidare   |
| 13 | Kozma Dushi      | "Një kafe"             | Vidare   |
| 14 | Aslaidon Zaimaj  | "Merrmë që sot"        | Vidare   |
| 15 | Egert Pano       | "Mos ik"               | Vidare   |

### Semifinal 2
Den andra semifinalen gick av stapeln den 26 december 2015 i Pallati i Kongreseve. 15 bidrag deltog, där 11 gick vidare till finalen efter att juryn röstat. Semifinalen sändes live på TVSH. Programledare var Pandi Laço och Blerta Tafani. Mellanakten i den andra semifinalen bestod av ett framträdande från festivalens bakgrundssångare. Humorgruppen Humoristët e Vlorës framträdde även ett nummer i semifinalen. Därefter framförde rocksångaren Altin Goçi en låt.
| Nr | Artist                         | Låt                           | Resultat |
| -- | ------------------------------ | ----------------------------- | -------- |
| 1  | Kristi Popa                    | "Ajo çfarë ndjej"             | Vidare   |
| 2  | Klodian Kaçani & Rezarta Smaja | "Dashuri në përjetësi"        | Vidare   |
| 3  | Revolt Klan                    | "Dashurinë s’e gjejmë dot"    | Utslagen |
| 4  | Jozefina Simoni                | "Një det me ty"               | Vidare   |
| 5  | Andi Tanko                     | "Dielli vazhdon të më ngrohë" | Utslagen |
| 6  | Niku & Entela Zhula            | "Muza"                        | Utslagen |
| 7  | Genc Tukiçi                    | "Sa të dashuroj"              | Vidare   |
| 8  | Evans Rama                     | "Flakë"                       | Vidare   |
| 9  | Besa Krasniqi                  | "Liroje zemrën"               | Vidare   |
| 10 | Enxhi Nasufi                   | "Infinit"                     | Vidare   |
| 11 | Flaka Krelani                  | "S’je për mu"                 | Vidare   |
| 12 | Renis Gjoka                    | "Ato që s’ti them dot"        | Vidare   |
| 13 | Lind Islami                    | "Për një mrekulli"            | Vidare   |
| 14 | Eneda Tarifa                   | "Përrallë"                    | Vidare   |
| 15 | Klajdi Musabelliu              | "Ndodh edhe kështu"           | Utslagen |

## Final
Finalen hölls söndagen 27 december 2015 i Pallati i Kongreseve. I finalen kom 22 bidrag att presenteras efter att ha gått vidare från semifinalerna. Finalen avgjordes genom en röstavlämning från jurymedlemmarna och vinnaren fick representera Albanien i Eurovision Song Contest 2016. Finalen sändes live på TVSH, RTK (i Kosovo) och på MRT2 (i Makedonien). Programledare var Pandi Laço och Blerta Tafani. Finalen gästades av bland annat kompositören Aleksandër Lalo och programledaren Klea Huta som ledde Festivali i Këngës 52. Silvana Braçe, en av landets mest kända och framstående programledare och nyhetsuppläsare som ledde festivalen 1980, 1987 och 1993, gästade finalen. Mellanakt agerade Aleksandër Gjoka & Redon Makashi och violinisten Shkelzën Doli. Dessutom framträdde Françesk Radi, Luan Zhegu och Myfarete Laze vid finalen med en hyllning till den år 2015 avlidne sångaren Tonin Tërshana.
Tävlingen vanns av Eneda Tarifa med Aslaidon Zaimaj på andra, och Flaka Krelani på tredje plats.
| Final – 27 december 2015 | Final – 27 december 2015       | Final – 27 december 2015 | Final – 27 december 2015 |
| Nr                       | Artist                         | Låt                      | Plats                    |
| ------------------------ | ------------------------------ | ------------------------ | ------------------------ |
| 1                        | Sigi Bastri                    | "Engjëll i lirë"         | –                        |
| 2                        | Klodian Kaçani & Rezarta Smaja | "Dashuri në përjetësi"   | 4                        |
| 3                        | Dilan Reka                     | "Buzëqesh"               | 7                        |
| 4                        | Adrian Lulgjuraj               | "Jeto dhe ëndërro"       | –                        |
| 5                        | Erga Halilaj                   | "Monolog"                | –                        |
| 6                        | Evans Rama                     | "Flakë"                  | 10                       |
| 7                        | Jozefina Simoni                | "Një det me ty"          | –                        |
| 8                        | Egert Pano                     | "Mos ik"                 | –                        |
| 9                        | Genc Tukiçi                    | "Sa të dashuroj"         | –                        |
| 10                       | Kozma Dushi                    | "Një kafe"               | –                        |
| 11                       | Luiz Ejlli                     | "Pa mbarim"              | –                        |
| 12                       | Teuta Kurti                    | "Në sytë e mi"           | 8                        |
| 13                       | Besa Krasniqi                  | "Liroje zemrën"          | –                        |
| 14                       | Nilsa Hysi                     | "Asaj"                   | 6                        |
| 15                       | Kristi Popa                    | "Ajo çfarë ndjej"        | –                        |
| 16                       | Flaka Krelani                  | "S’je për mu"            | 3                        |
| 17                       | Enxhi Nasufi                   | "Infinit"                | 5                        |
| 18                       | Lind Islami                    | "Për një mrekulli"       | –                        |
| 19                       | Florent Abrashi                | "Të ndjek çdo hap"       | –                        |
| 20                       | Eneda Tarifa                   | "Përrallë"               | 1                        |
| 21                       | Renis Gjoka                    | "Ato që s'ti them dot"   | 9                        |
| 22                       | Aslaidon Zaimaj                | "Merrmë që sot"          | 2                        |

### Övriga priser
- Çmimi Eurosig (2 000 €) – Rezarta Smaja & Klodian Kaçani